# 2894 Kakhovka
2894 Kakhovka је астероид главног астероидног појаса са средњом удаљеношћу од Сунца која износи 3,111 астрономских јединица (АЈ).
Апсолутна магнитуда астероида је 12,1.